# روي كوستا (سياسي)
روي كوستا (بالبرتغالية: Rui Costa‏) هو اقتصادي وسياسي برازيلي، ولد في 18 يناير 1963 بسالفادور في البرازيل. حزبياً، نشط في حزب العمال البرازيلي. انتخب governor of Bahia ‏ (2015 – ) وانتخب عضو مجلس النواب البرازيلي ‏ عن دائرة Bahia ‏ خلال فترته النيابية ‏ (1 فبراير 2011 – 22 ديسمبر 2014).